# Mário Montalvão Machado
Mário Júlio de Morais Montalvão Machado GC L (Montalegre, Montalegre, 3 de Junho de 1921 — Santo Tirso, 11 de Maio de 2010) foi um advogado e político português.

## Biografia

### Primeiros anos e educação
Mário Montalvão Machado nasceu a 3 de Junho de 1921 em Montalegre, distrito de Vila Real. Era filho do magistrado e escritor Júlio Augusto Montalvão Machado e irmão do fundador do PS Júlio Montalvão Machado.
Estudou em Chaves e Vila Real, tendo-se licenciado em Direito, na Universidade de Coimbra, em 1945. Durante a juventude, jogou futebol, ténis e praticou equitação.

### Carreira política
Foi amigo de Francisco Sá Carneiro, que o motivou para a política, mantendo sempre no decurso da sua vida política uma postura laica, republicana e social-democrata. Era considerado, a par de Miguel Veiga, o portador da identidade reformista e social-democrata original do Partido Social Democrata, que tem parte da sua génese nos republicanos da cidade do Porto. Co-fundador e dirigente do PSD, presidiu à Comissão Política Distrital do Porto, liderou o Grupo Parlamentar na Assembleia da República, entre 1988 e 1992, e presidiu à Mesa do Congresso Nacional. Integrou o Conselho de Estado. Foi presidente da Assembleia-Geral do Sport Comércio e Salgueiros. O Presidente da República Aníbal Cavaco Silva agraciou-o com a Grã-Cruz da Ordem da Liberdade e, em 2010, no 62º aniversário da Declaração Universal dos Direitos do Homem, que se celebra a 10 de Dezembro, o Provedor de Justiça – Alfredo José de Sousa atribuiu uma Medalha de Honra a Mário Montalvão Machado, já a título póstumo.
Foi líder da bancada social democrata no Parlamento entre 1987 e 1991.
Nas últimas eleições para a liderança do PSD, de 26 de Março de 2010, apoiou a candidatura de Paulo Rangel.
Mário Montalvão Machado faleceu a 11 de Maio de 2010.

## Ideologia
As palavras e os textos de Mário Montalvão Machado são o testemunho mais nobre, fidedigno e genuíno da verdadeira identidade do Partido Social Democrata, gerado no diálogo político entre Francisco Sá Carneiro, Artur Santos Silva (pai) ou entre Miguel Veiga, nos escritórios dos advogados portuenses António Macedo (em cujo escritório - "a toca" - se realizaram inúmeras reuniões conspirativas contra o regime de Salazar) e de Mário Cal Brandão ou nos escritórios de Francisco Sá Carneiro e de Montalvão Machado da Rua da Picaria, na Invicta, onde se alicerçou a configuração da actual Democracia Representativa e Parlamentar que existe em Portugal, coordenada pelo moderno Estado social, livre e com carácter não-confessional: 'a social-democracia portuguesa', como lhe chamaram os fundadores do PSD, àquilo que pretendiam que fosse desencadeado pelo 'grande partido político português das reformas e da sociedade do bem-estar social', adaptado à idiossincrasia portuguesa. Insubmisso contra o salazarismo, conviveu de perto com os meios oposicionistas ligados ao republicanismo histórico.
Foi entre essa gente insubmissa do Porto contra o regime do Estado Novo, onde pontuavam figuras como Artur Santos Silva (pai) e Miguel Veiga, que Francisco Sá Carneiro o escolheu para ajudar a fundar um partido social-democrata, logo após a Revolução do 25 de Abril. "Sá Carneiro vinha dos meios progressistas católicos. Faltava patine ao PPD e figuras como Montalvão Machado davam-lhe essa patine", como referiu o deputado social-democrata Agostinho Branquinho. "O dr. Montalvão Machado fazia parte de um grupo de militantes que vinham da oposição clássica. 
Teve muita importância no início do PPD, porque essas pessoas mostravam que este partido não tinha qualquer ligação ao anterior regime", acrescenta Amândio de Azevedo. "Mas ele também foi fundamental para a subida ao poder de Cavaco Silva", frisa este histórico fundador do partido, elogiando "o grande prestígio, a grande serenidade e seriedade" do amigo com quem conviveu até aos últimos dias. Aliás, de acordo com Miguel Veiga, essa aproximação alimentou a hipótese de se tornar Presidente da Assembleia da República em 1991; no entanto, uma votação na Comissão Política Permanente do partido levou Barbosa de Melo a Presidente da Assembleia da República.

## Família
Mário Montalvão Machado era irmão do médico e Deputado Júlio Augusto de Morais Montalvão Machado (Vila Real, São Pedro, 27 de Julho de 1928), que foi governador civil do distrito de Vila Real, pelo PS. Ambos são filhos do escritor e distinto magistrado Júlio Augusto Montalvão Machado (Chaves, Santa Maria Maior, 20 de Setembro de 1888 - 1968), autor do livro Bom Humor nos Tribunais, e de sua mulher Olinda de Morais (Montalegre, Montalegre, 25 de Abril de 1902). Casou com Ermelinda Guerra Barbosa, do Porto e era pai do jurista e actual deputado António Edmundo Barbosa Montalvão Machado (Porto, 9 de Dezembro de 1952).

## Obras publicadas
- Mário Montalvão Machado et al., Francisco Sá Carneiro - 20 Anos depois, Lisboa, Gradiva Publicações, 2001, ISBN 9789726628187
- Mário Montalvão Machado, Passos da vida: recordações, pessoas, histórias, tribunais, política, Porto, M. M. Machado, 2003, 370 pp.

## Condecorações
Mário Montalvão Machado recebeu as seguintes distinções:
- Grande-Oficial da Ordem da Liberdade (25 de Abril de 2004)
- Grã-Cruz da Ordem da Liberdade (5 de Dezembro de 2007)